# Saint-Germer-de-Fly
Pour les articles homonymes, voir Saint-Germer.
Saint-Germer-de-Fly [sɛ̃ ʒɛʁmɛʁ də fli] est une commune française située dans le département de l'Oise en région Hauts-de-France.

## Géographie

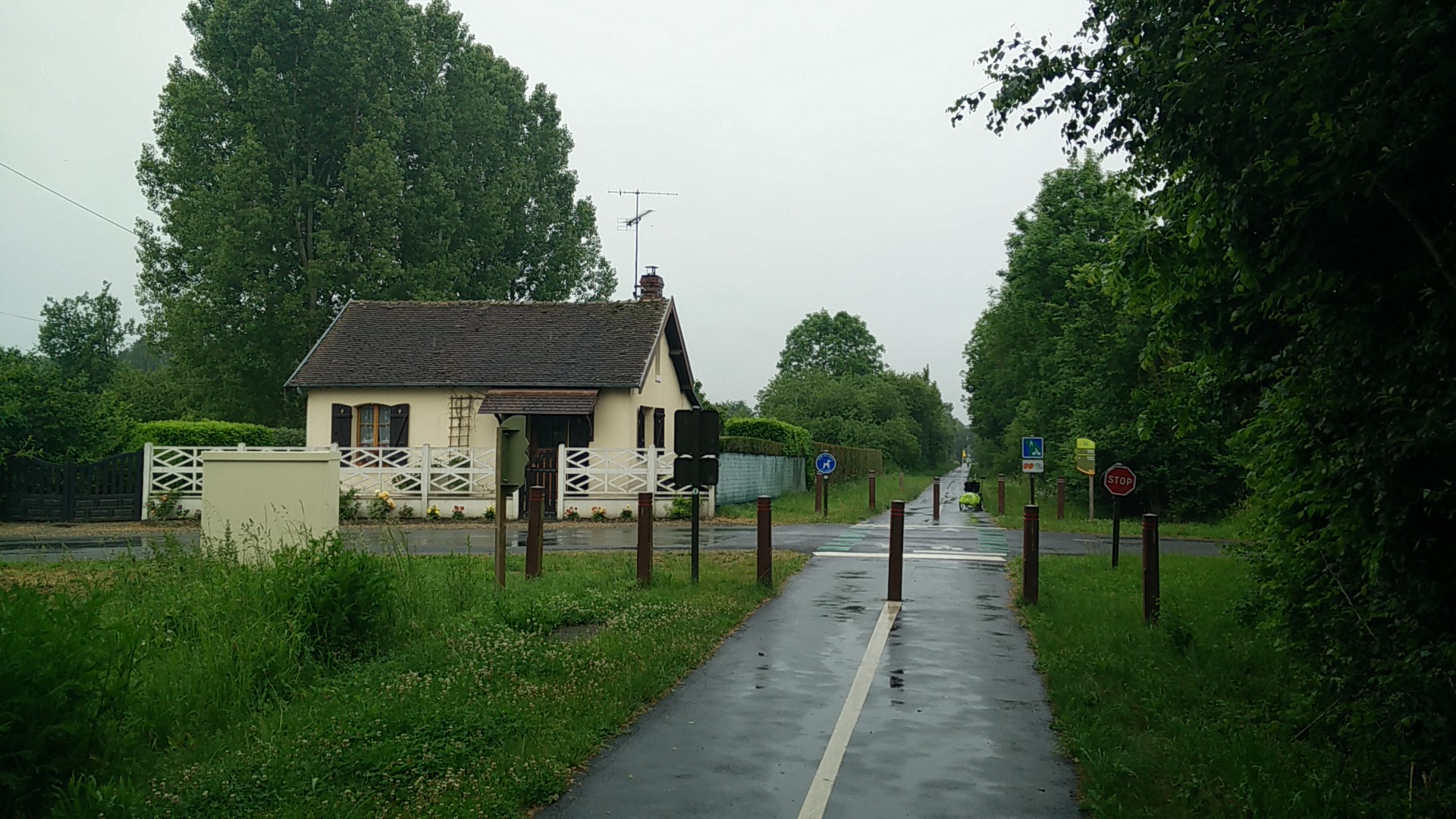
Croisement de l'avenue verte avec la route d'Orsimont (D104).

### Description
La commune est traversée par l'avenue verte qui relie Paris à Londres.

### Localisation
| Ferrières-en-Bray Seine-Maritime Gournay-en-Bray Seine-Maritime | Villers-sur-Auchy    | Senantes                |
| Ernemont-la-Villette Seine-Maritime                             | Saint-Germain-de-Fly | Cuigy-en-Bray           |
| Saint-Pierre-es-Champs                                          | Puiseux-en-Bray      | Le Coudray-Saint-Germer |

### Hydrographie

#### Réseau hydrographique
La commune est située dans le bassin Seine-Normandie. Elle est drainée par l'Epte, le ruisseau de Goulancourt, le cours d'eau 03 de la commune de Ferrieres-en-Bray, le fossé 04 de la commune de Ferrieres-en-Bray, le Fossé des Peres, le ruisseau des Pres de Hagron et le ruisseau des Prés de Hagron,,.
L'Epte, d'une longueur de 113 km, prend sa source dans la commune de Compainville et se jette  dans la Seine à Notre-Dame-de-la-Mer, après avoir traversé 44 communes.

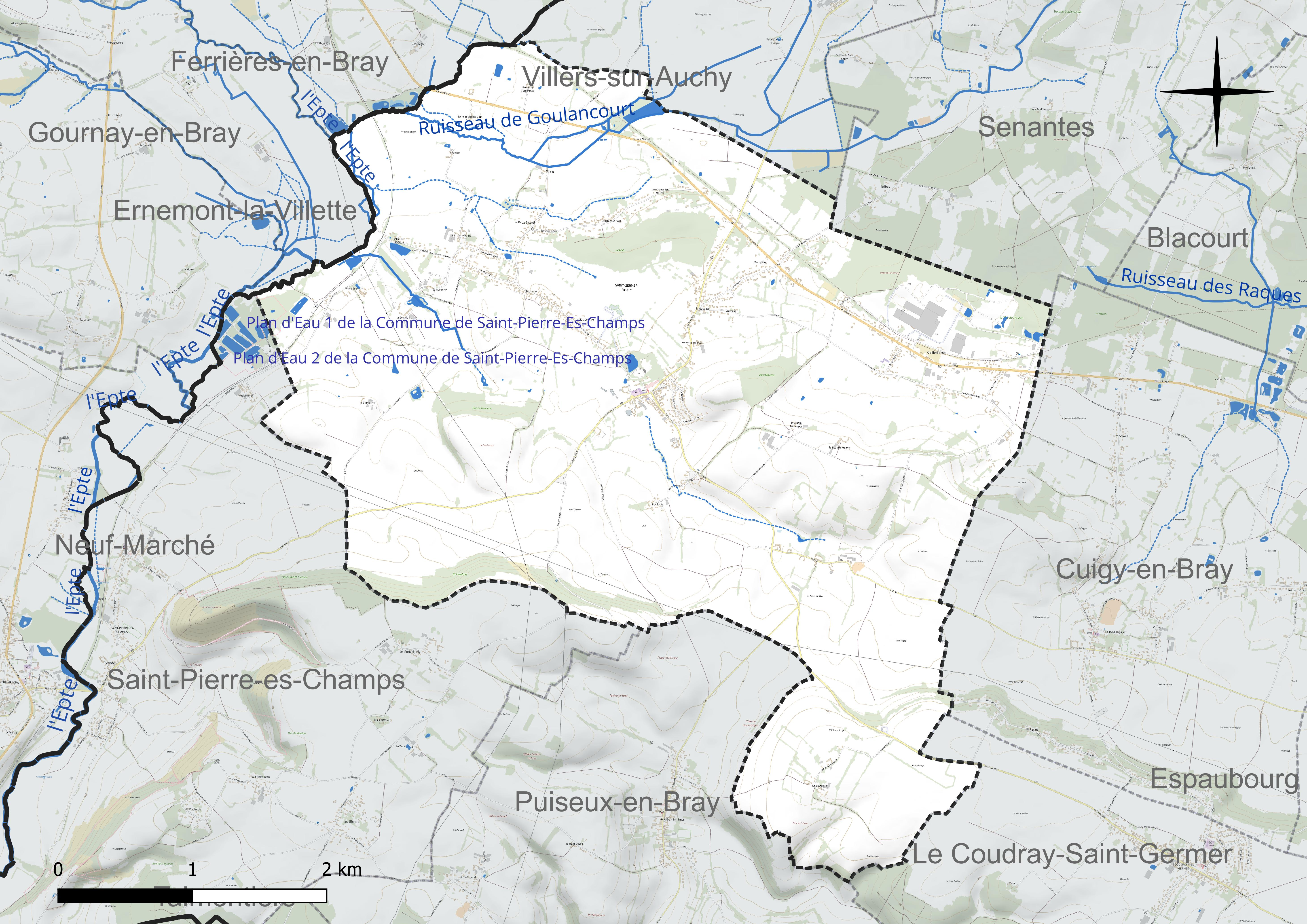
Réseau hydrographique de Saint-Germer-de-Fly.

#### Gestion et qualité des eaux
Le territoire communal est couvert par le schéma d'aménagement et de gestion des eaux (SAGE) « Sensée ». Ce document de planification concerne un territoire de 1 219 km2 de superficie, délimité par le bassin versant du Thérain. Le périmètre a été arrêté le 27 janvier 2023 et le SAGE proprement dit est, en 2024, en cours d'élaboration. La structure porteuse de l'élaboration et de la mise en œuvre est le syndicat intercommunal de la Vallée du Thérain (SIVT).
La qualité des cours d'eau peut être consultée sur un site dédié géré par les agences de l'eau et l'Agence française pour la biodiversité.

### Climat
Pour des articles plus généraux, voir Climat des Hauts-de-France et Climat de l'Oise.
En 2010, le climat de la commune est de type climat océanique dégradé des plaines du Centre et du Nord, selon une étude du CNRS s'appuyant sur une série de données couvrant la période 1971-2000. En 2020, Météo-France publie une typologie des climats de la France métropolitaine dans laquelle la commune est exposée à un climat océanique et est dans une zone de transition entre les régions climatiques « Sud-ouest du bassin Parisien » et « Côtes de la Manche orientale ».
Pour la période 1971-2000, la température annuelle moyenne est de 10,4 °C, avec une amplitude thermique annuelle de 13,9 °C. Le cumul annuel moyen de précipitations est de 772 mm, avec 12 jours de précipitations en janvier et 8,2 jours en juillet. Pour la période 1991-2020, la température moyenne annuelle observée sur la station météorologique la plus proche, située sur la commune de Jaméricourt à 17 km à vol d'oiseau, est de 11,0 °C et le cumul annuel moyen de précipitations est de 695,7 mm,. Pour l'avenir, les paramètres climatiques de la commune estimés pour 2050 selon différents scénarios d'émission de gaz à effet de serre sont consultables sur un site dédié publié par Météo-France en novembre 2022.

## Urbanisme

### Typologie
Au 1er janvier 2024, Saint-Germer-de-Fly est catégorisée commune rurale à habitat dispersé, selon la nouvelle grille communale de densité à sept niveaux définie par l'Insee en 2022.
Elle est située hors unité urbaine. Par ailleurs la commune fait partie de l'aire d'attraction de Beauvais, dont elle est une commune de la couronne,. Cette aire, qui regroupe 162 communes, est catégorisée dans les aires de 50 000 à moins de 200 000 habitants,.

### Occupation des sols
L'occupation des sols de la commune, telle qu'elle ressort de la base de données européenne d'occupation biophysique des sols Corine Land Cover (CLC), est marquée par l'importance des territoires agricoles (85,2 % en 2018), en diminution par rapport à 1990 (90,8 %). La répartition détaillée en 2018 est la suivante : 
prairies (54,3 %), terres arables (28,5 %), zones urbanisées (7,9 %), forêts (4,5 %), zones agricoles hétérogènes (2,3 %), zones industrielles ou commerciales et réseaux de communication (1,8 %), zones humides intérieures (0,7 %). L'évolution de l'occupation des sols de la commune et de ses infrastructures peut être observée sur les différentes représentations cartographiques du territoire : la carte de Cassini (XVIIIe siècle), la carte d'état-major (1820-1866) et les cartes ou photos aériennes de l'IGN pour la période actuelle (1950 à aujourd'hui).

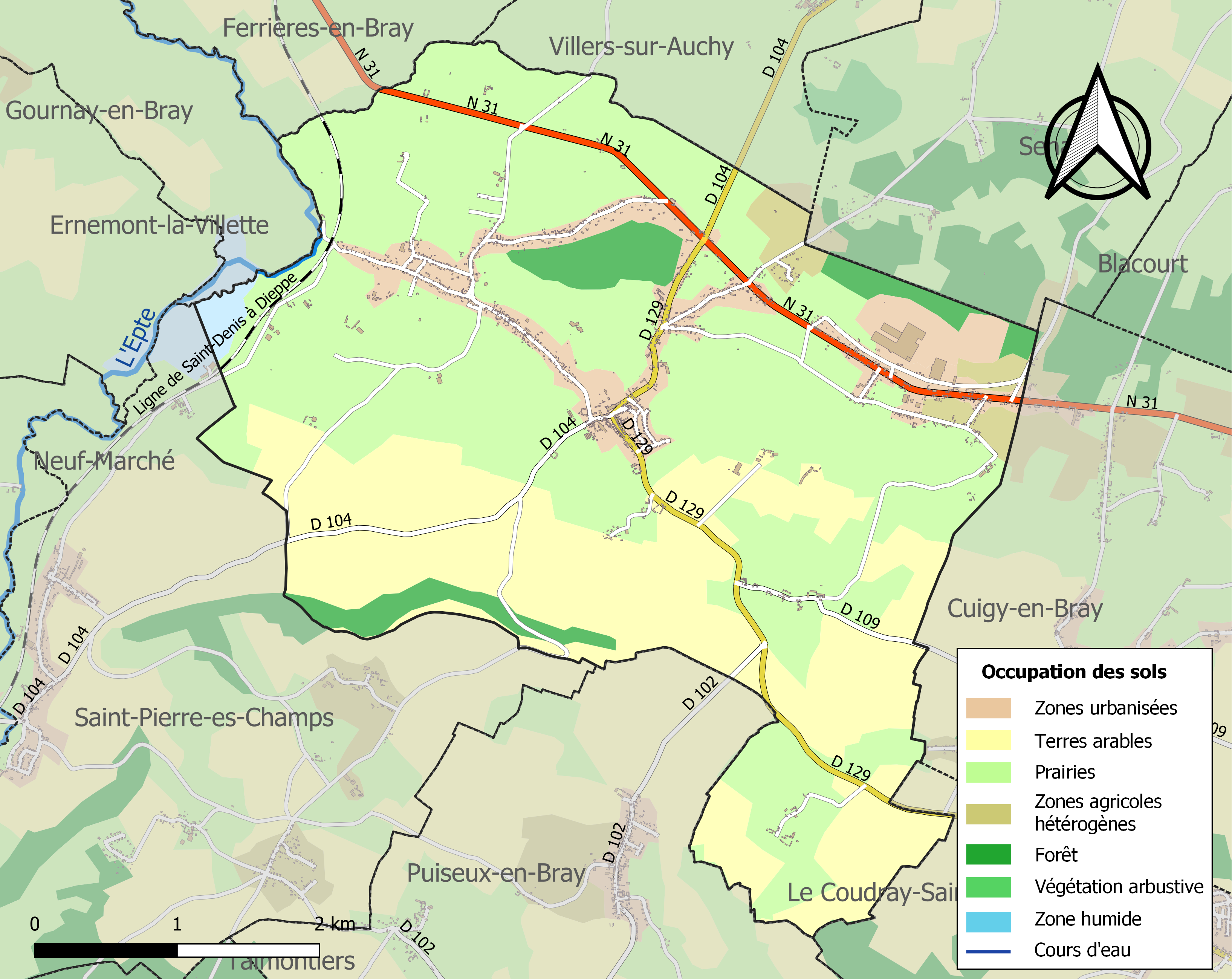
Carte des infrastructures et de l'occupation des sols de la commune en 2018 (CLC).

### Voies de communication et transports
La commune est desservie, en 2023, par les lignes 610, 6102, 6138, 6147 et 6149 du réseau interurbain de l'Oise.

## Toponymie
Le nom de la localité est attesté sous les formes flaviacum monasterium quod sanctus Geremarus fundavit (807) ; monasterio Flaviaco (vers 845) ; Sanctus Geremarus de Flaviaco (1030) ; ad Flaviacense monasterium (1114-21) ; abbatia S. Geremari de Flaviaco (1150) ; Sancti Geremari de Flaviaco (1193) ; monasterium Si Geremari Flaviacensis (XIIe) ; ecclesie B. Geremari Flaviac (1220) ; Sanctus Geremarus Flaviacensis (1242) ; de Sancto Geremaro de Fliaco (1261) ; sainct germer de flay (1271) ; saint germers a flai (XIIIe) ; le convent de Saint Germer de Flai (1285) ; conventus flaviacensis (vers 1300) ; S. Germair de flay (1300) ; conventus Si Geremari de Flayaco (1301) ; Saint Germer de fley (1313) ; abbacie de Sancto Germaro (1316) ; eccl. de Flayaco Si Geremari (vers 1320) ; Sancti Geremari de Flayaco (1348) ; Saint Germer en beauvoisis (vers 1380) ; Saint Germer de Flay (1385) ; Saint Germer (XIVe) ; Sainct Germer de Fley (vers 1500) ; Saint Germer de Flayx (1667) ; Germer de Fly (1794) ; Saint Germer en Bray (XIXe) ; Saint Germer de Flais (XIXe) ; Saint Germer de Fly (XIXe).

Saint-Germer est un hagiotoponyme faisant référence à Germer de Fly, le premier abbé de l'abbaye Saint-Germer-de-Fly.
Il s'agit d'une formation toponymique gallo-romaine en -acum, suffixe locatif gaulois, puis de propriété, précédé de l'anthroponyme latin Flavius « Le Blond », porté par un autochtone, qui a évolué en Flaius.
La paroisse est instituée commune lors de la Révolution française et porte en 1793 la dénomination de Germer. Elle devient en 1801 Saint-Germer-de-Fly, puis Saint-Germer avant de reprendre en 1961 le nom de Saint-Germer-de-Fly.

## Histoire

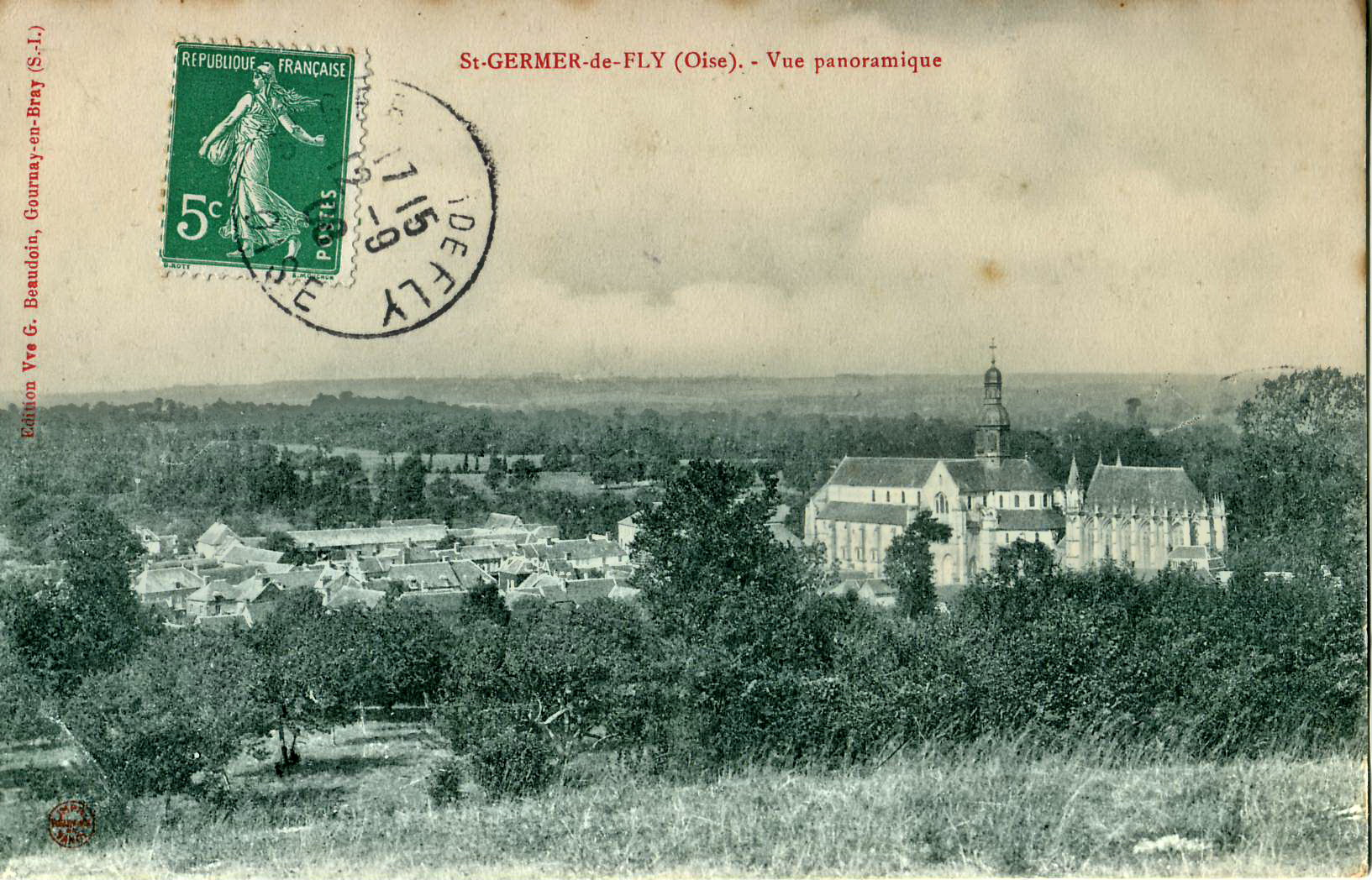
Vue générale du bourg au début du XXe siècle. L'abbaye Saint-Germer-de-Fly est bien visible à droite du cliché.

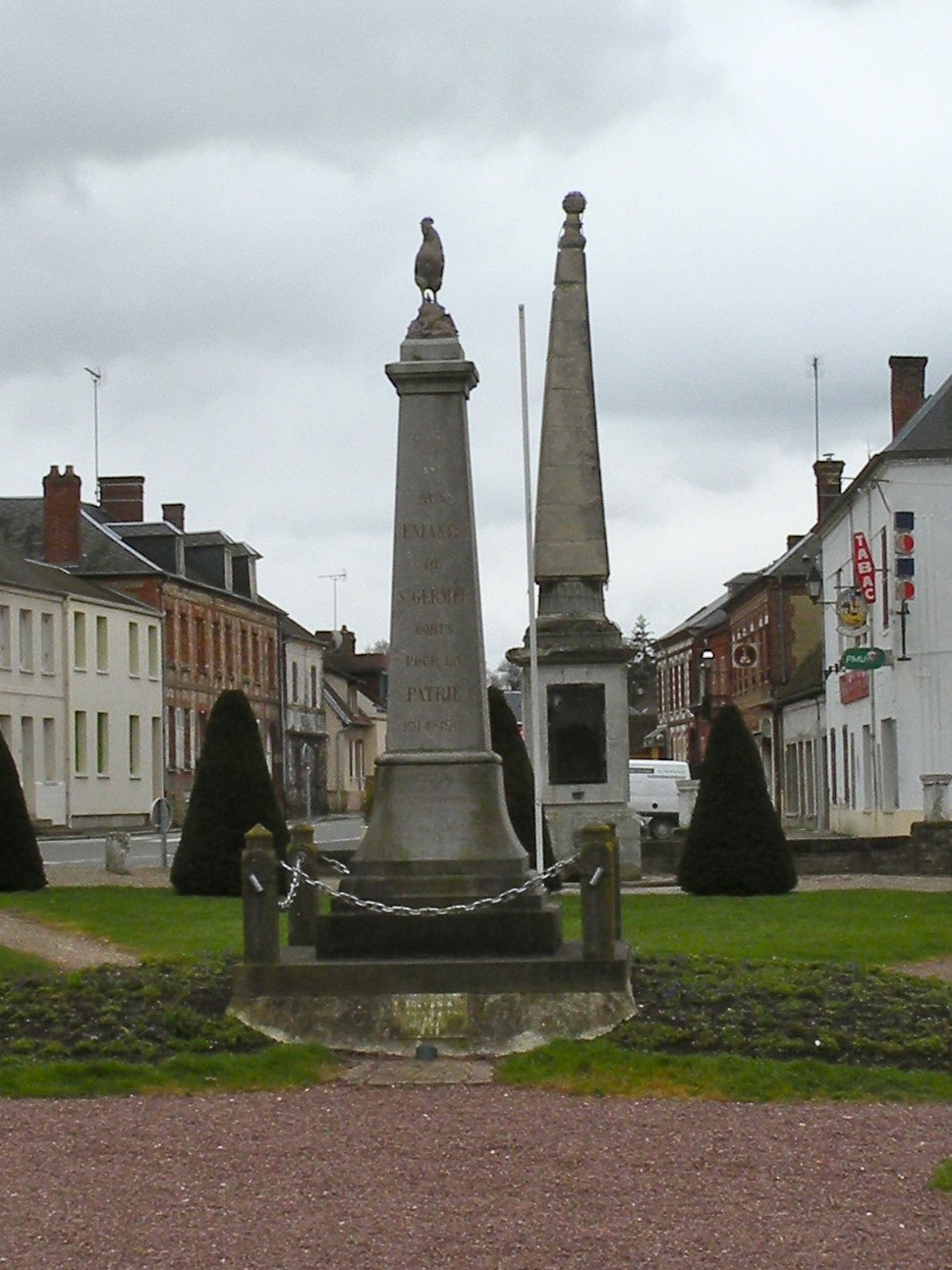
Le monument aux morts.

## Politique et administration

### Rattachements administratifs et électoraux
La commune se trouve dans l'arrondissement de Beauvais du département de l'Oise. Pour l'élection des députés, elle fait partie depuis 1988 de la deuxième circonscription de l'Oise.
Elle faisait partie depuis 1801 du canton du Coudray-Saint-Germer. Dans le cadre du redécoupage cantonal de 2014 en France, la commune intègre le canton de Beauvais-2.

### Intercommunalité
La commune est membre de la communauté de communes du pays de Bray, créée fin 1997.

### Liste des maires
| Période                                  | Période                       | Identité               | Étiquette | Qualité |
| ---------------------------------------- | ----------------------------- | ---------------------- | --------- | --- |
| Les données manquantes sont à compléter. |                               |                        |           | |
| 1832                                     |                               | Jules Fontaine         |           | |
| 1920                                     | 1921                          | François Alfred Mahaut |           | |
| 1940                                     |                               | Eugène Sellier         |           | |
| 1944                                     |                               | Ulysse Deshayes        |           | |
| 1946                                     |                               | Ramire Grenet          |           | |
| 1960                                     |                               | Eugène Élie            |           | |
| avant 1979                               | après 1985                    | Roland Duhamel         |           | |
| Les données manquantes sont à compléter. |                               |                        |           | |
| mars 2001                                | 2014                          | Guy Maillard           |           | |
| 2014                                     | En cours (au 2 décembre 2020) | Alain Levasseur        | SE        | Président (2017 → 2020) puis vice-président (2020 → ) de la CC du pays de Bray Réélu pour le mandat 2020-2026 |

### Jumelages

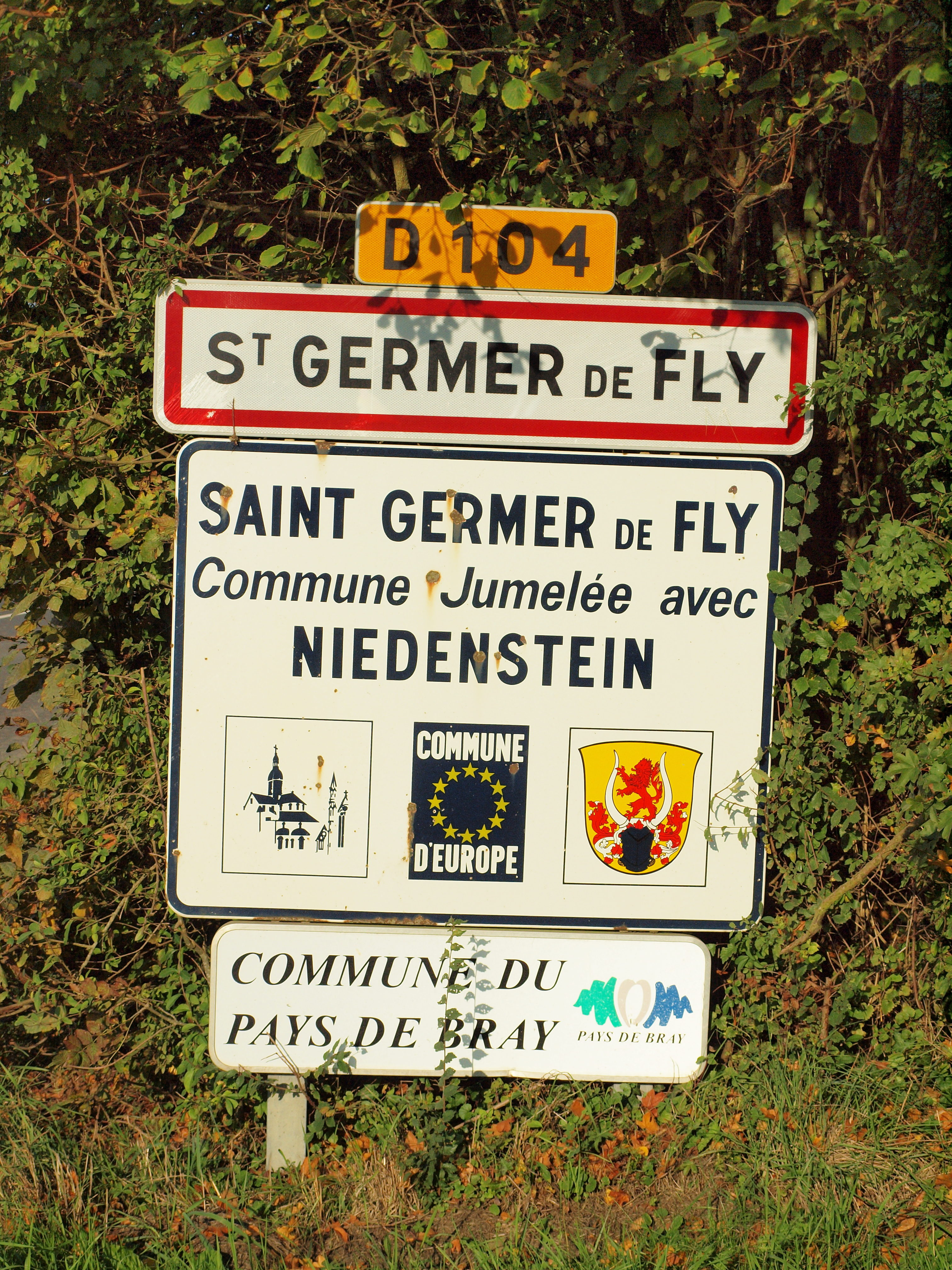
Panneau d'entrée de ville.

La commune est jumelée depuis le 10 septembre 1977 avec  Niedenstein (Allemagne).

## Population et société

### Démographie

#### Évolution démographique
L'évolution du nombre d'habitants est connue à travers les recensements de la population effectués dans la commune depuis 1793. Pour les communes de moins de 10 000 habitants, une enquête de recensement portant sur toute la population est réalisée tous les cinq ans, les populations de référence des années intermédiaires étant quant à elles estimées par interpolation ou extrapolation. Pour la commune, le premier recensement exhaustif entrant dans le cadre du nouveau dispositif a été réalisé en 2005.

En 2022, la commune comptait 1 680 habitants, en évolution de −2,04 % par rapport à 2016 (Oise : +0,87 %, France hors Mayotte : +2,11 %).
| 1793 | 1800 | 1806  | 1821  | 1831  | 1836  | 1841  | 1846  | 1851  |
| ---- | ---- | ----- | ----- | ----- | ----- | ----- | ----- | ----- |
| 950  | 936  | 1 001 | 1 069 | 1 005 | 1 039 | 1 083 | 1 073 | 1 029 |

| 1856  | 1861  | 1866 | 1872 | 1876  | 1881  | 1886  | 1891  | 1896  |
| ----- | ----- | ---- | ---- | ----- | ----- | ----- | ----- | ----- |
| 1 021 | 1 053 | 944  | 962  | 1 005 | 1 119 | 1 076 | 1 037 | 1 082 |

| 1901  | 1906  | 1911  | 1921  | 1926  | 1931  | 1936  | 1946 | 1954  |
| ----- | ----- | ----- | ----- | ----- | ----- | ----- | ---- | ----- |
| 1 080 | 1 029 | 1 072 | 1 102 | 1 170 | 1 175 | 1 116 | 963  | 1 104 |

| 1962  | 1968  | 1975  | 1982  | 1990  | 1999  | 2005  | 2006  | 2010  |
| ----- | ----- | ----- | ----- | ----- | ----- | ----- | ----- | ----- |
| 1 169 | 1 327 | 1 332 | 1 355 | 1 585 | 1 761 | 1 732 | 1 744 | 1 762 |

| 2015  | 2020  | 2022  | - | - | - | - | - | - |
| ----- | ----- | ----- | - | - | - | - | - | - |
| 1 703 | 1 706 | 1 680 | - | - | - | - | - | - |

#### Pyramide des âges
En 2018, le taux de personnes d'un âge inférieur à 30 ans s'élève à 31,8 %, soit en dessous de la moyenne départementale (37,3 %). À l'inverse, le taux de personnes d'âge supérieur à 60 ans est de 31,3 % la même année, alors qu'il est de 22,8 % au niveau départemental.
En 2018, la commune comptait 810 hommes pour 903 femmes, soit un taux de 52,71 % de femmes, légèrement supérieur au taux départemental (51,11 %).
Les pyramides des âges de la commune et du département s'établissent comme suit.
| Hommes | Classe d’âge | Femmes |
| ------ | ------------ | ------ |
| 0,7    | 90 ou +      | 1,3    |
| 7,3    | 75-89 ans    | 11,3   |
| 20,3   | 60-74 ans    | 21,2   |
| 20,4   | 45-59 ans    | 19,7   |
| 16,7   | 30-44 ans    | 16,9   |
| 12,9   | 15-29 ans    | 12,2   |
| 21,6   | 0-14 ans     | 17,2   |

| Hommes | Classe d’âge | Femmes |
| ------ | ------------ | ------ |
| 0,5    | 90 ou +      | 1,4    |
| 5,5    | 75-89 ans    | 7,6    |
| 15,6   | 60-74 ans    | 16,3   |
| 20,8   | 45-59 ans    | 20     |
| 19,4   | 30-44 ans    | 19,4   |
| 17,6   | 15-29 ans    | 16,2   |
| 20,6   | 0-14 ans     | 19,1   |

### Enseignement
La commune compte en 2017 :
- L'école maternelle de la gare Roland-Duhamel, de trois classes ;
- L'école élémentaire Eugène-Élie, de quatre classes.

## Économie
Edilians produit localement 240 000 tonnes de tuiles par an.

## Culture locale et patrimoine

### Lieux et monuments
- Abbaye Saint-Germer-de-Fly[36], fondée au VIIe siècle par saint Germer, dont l'église abbatiale de la seconde moitié du XIIe siècle[37], considéré comme un remarquable exemple de transition entre le roman et le gothique, est fermée pour des raisons de sécurité, devrait rouvrir en 2018[38],[39]. La Chapelle de la Vierge, dédicacée en 1267 et qui se trouve dans le prolongement de l'abbatiale, est de pur style gothique rayonnant, et est la réplique de la Sainte-Chapelle de Paris[40],[41].

Une partie des bâtiments conventuels, datant des XIIIe, XIVe, XVIIe et XVIIIe siècles subsiste.

L'abbaye
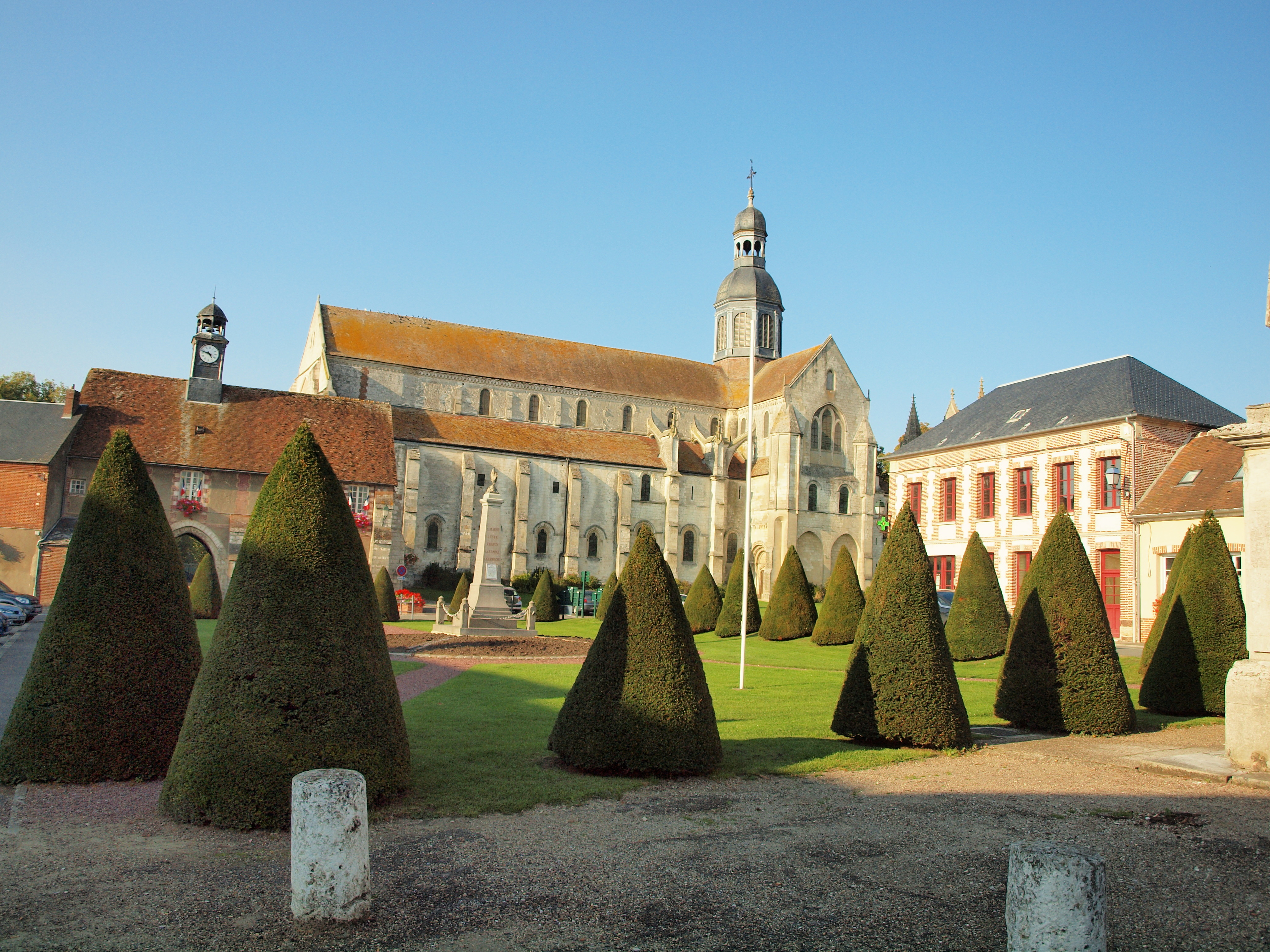
Jardins de l'abbaye et église.
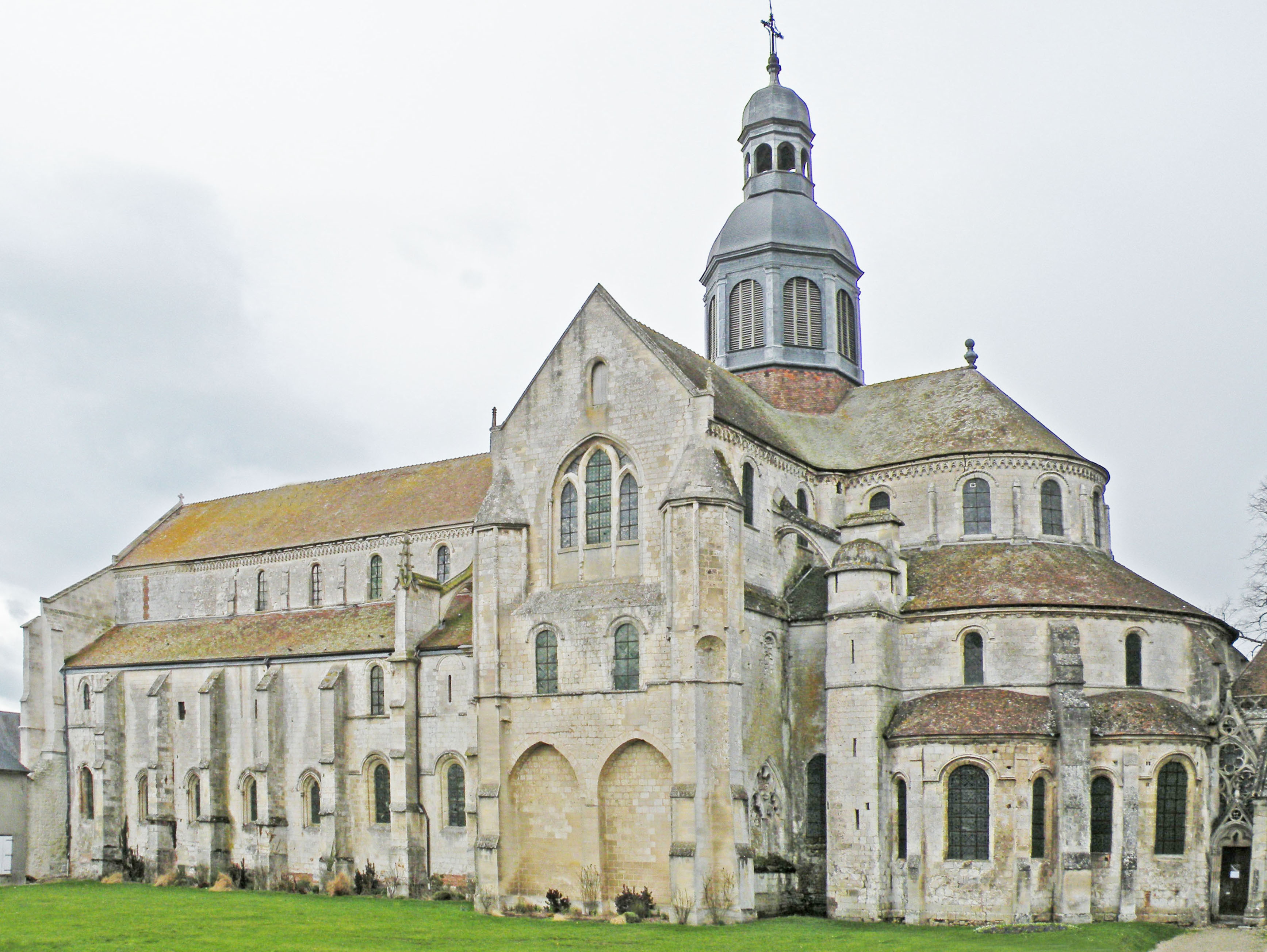
L'église abbatiale.
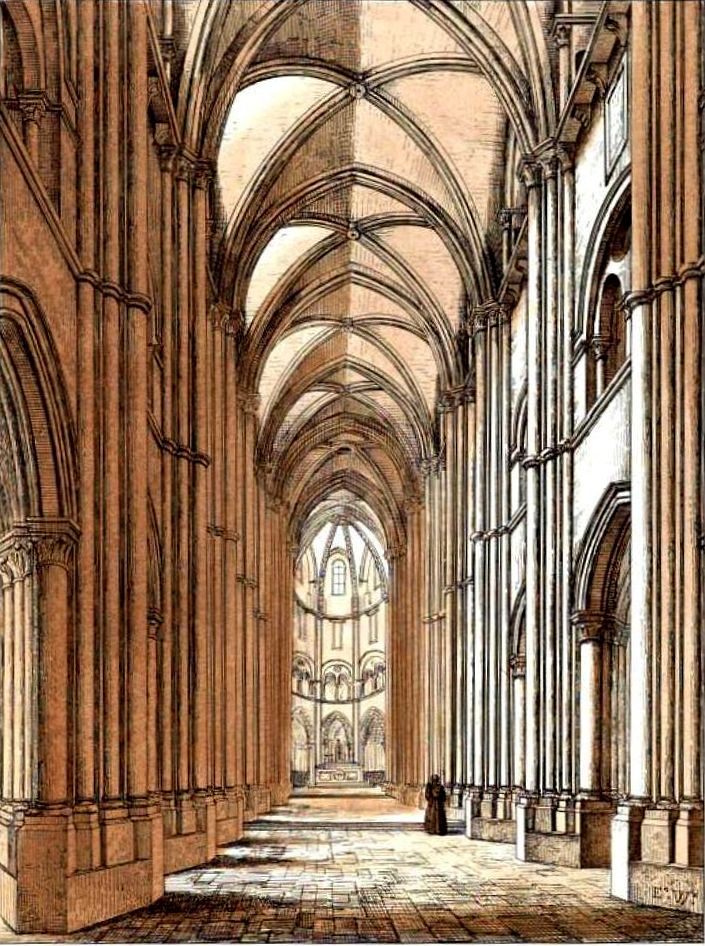
Le chœur de l'abbatiale, vers 1840.
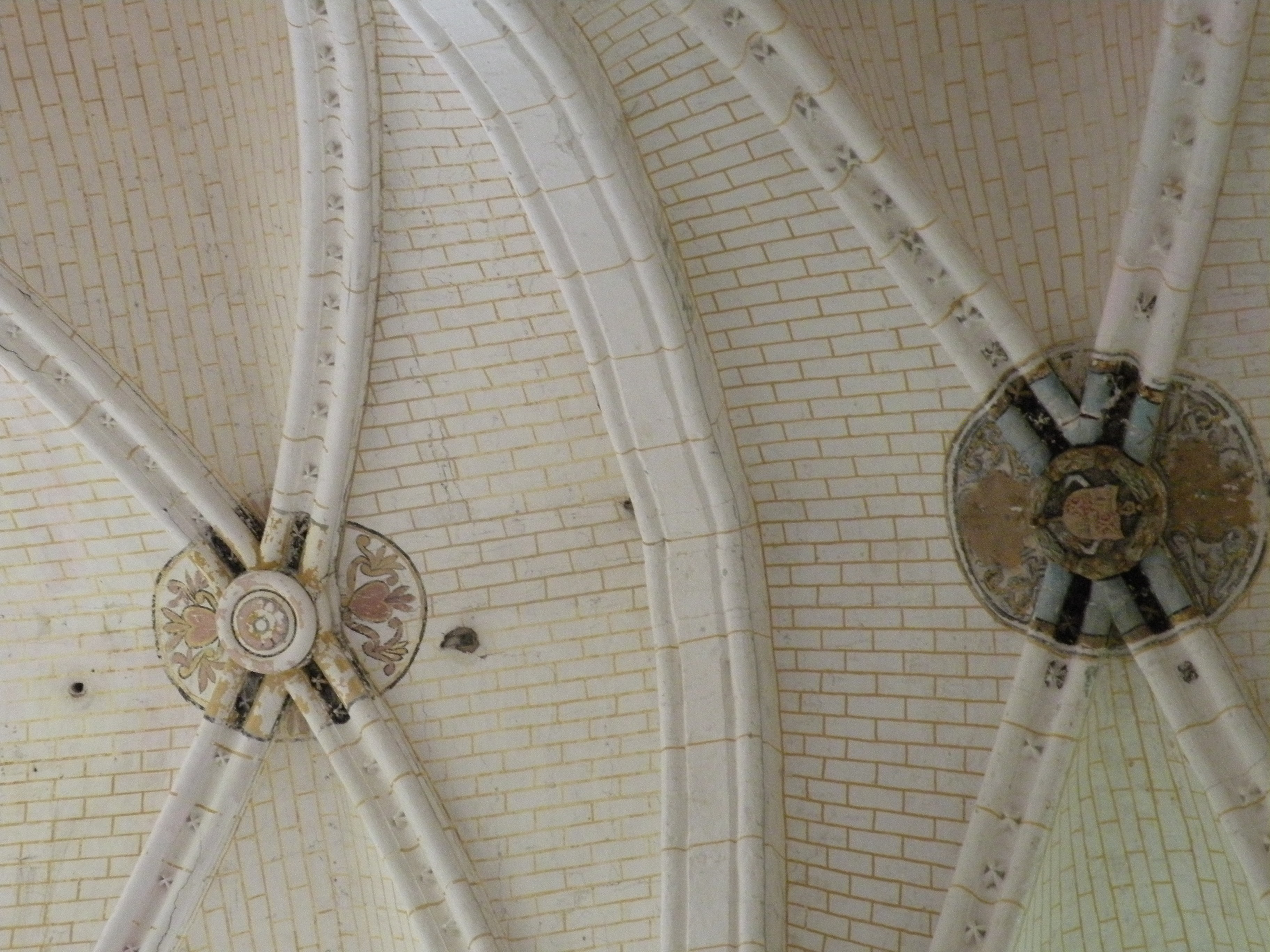
Croisée d'ogives et clés de voûtes.
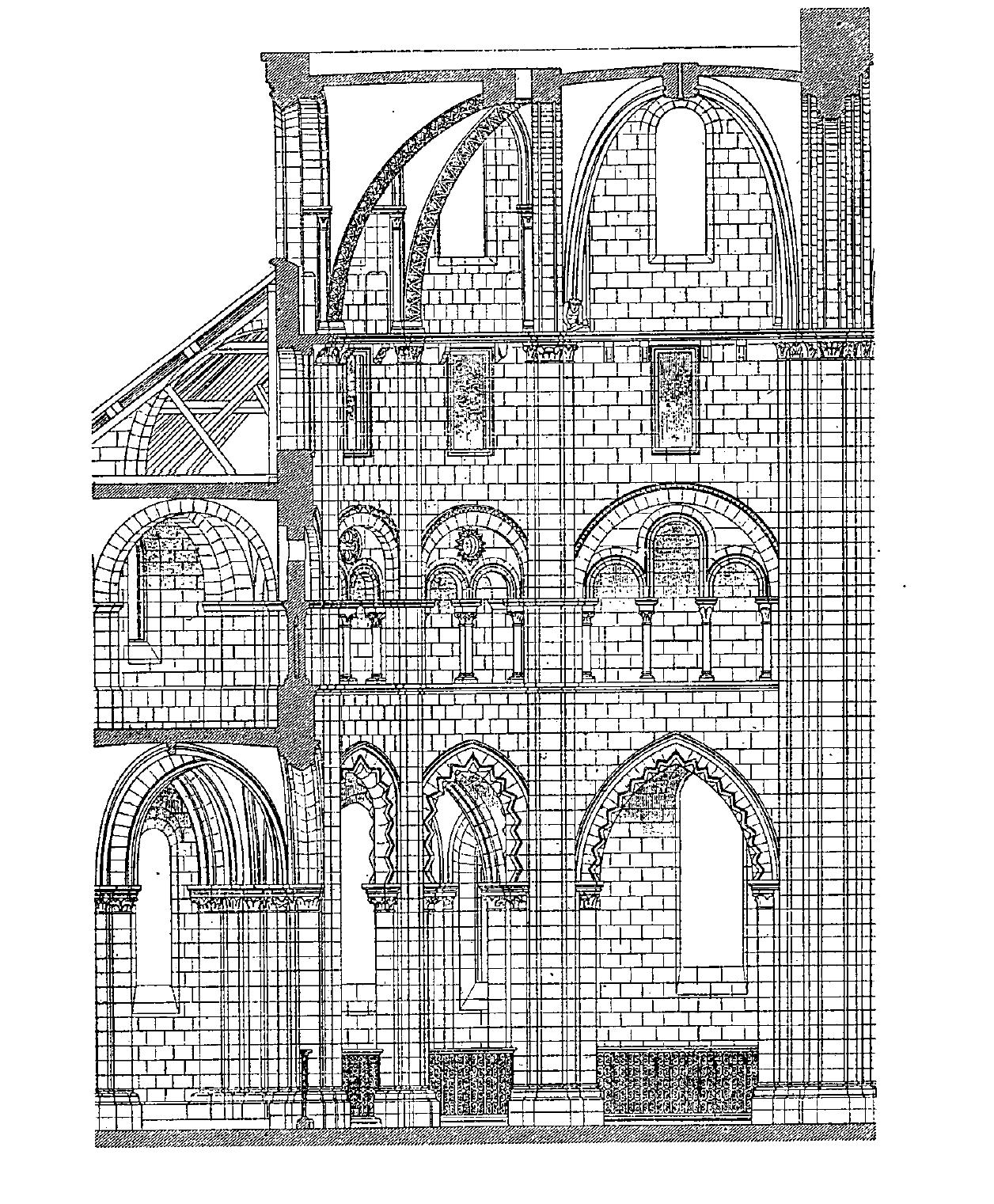
Coupe du chœur.
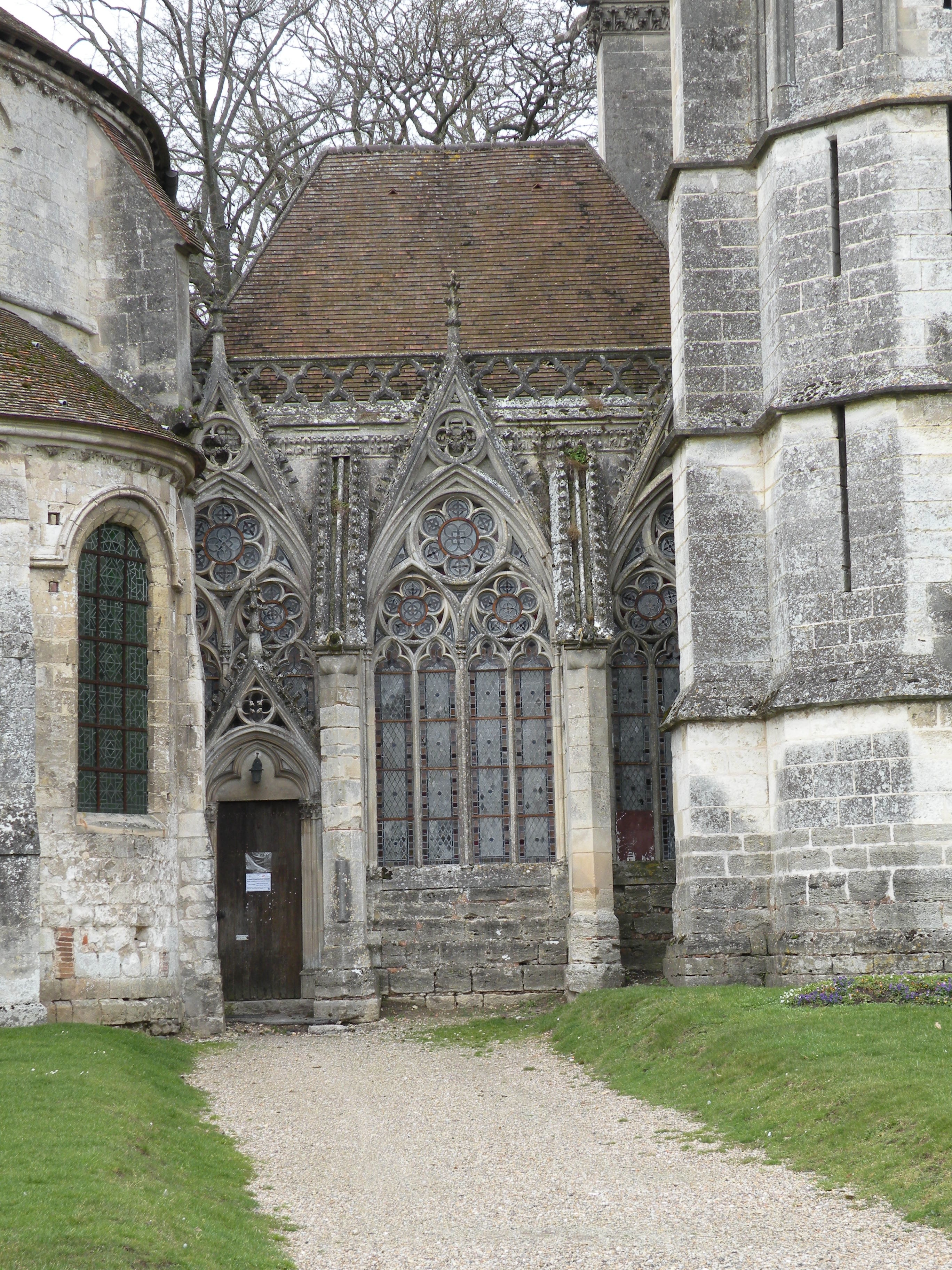
Jonction entre l'église abbatiale et la Sainte-Chapelle.
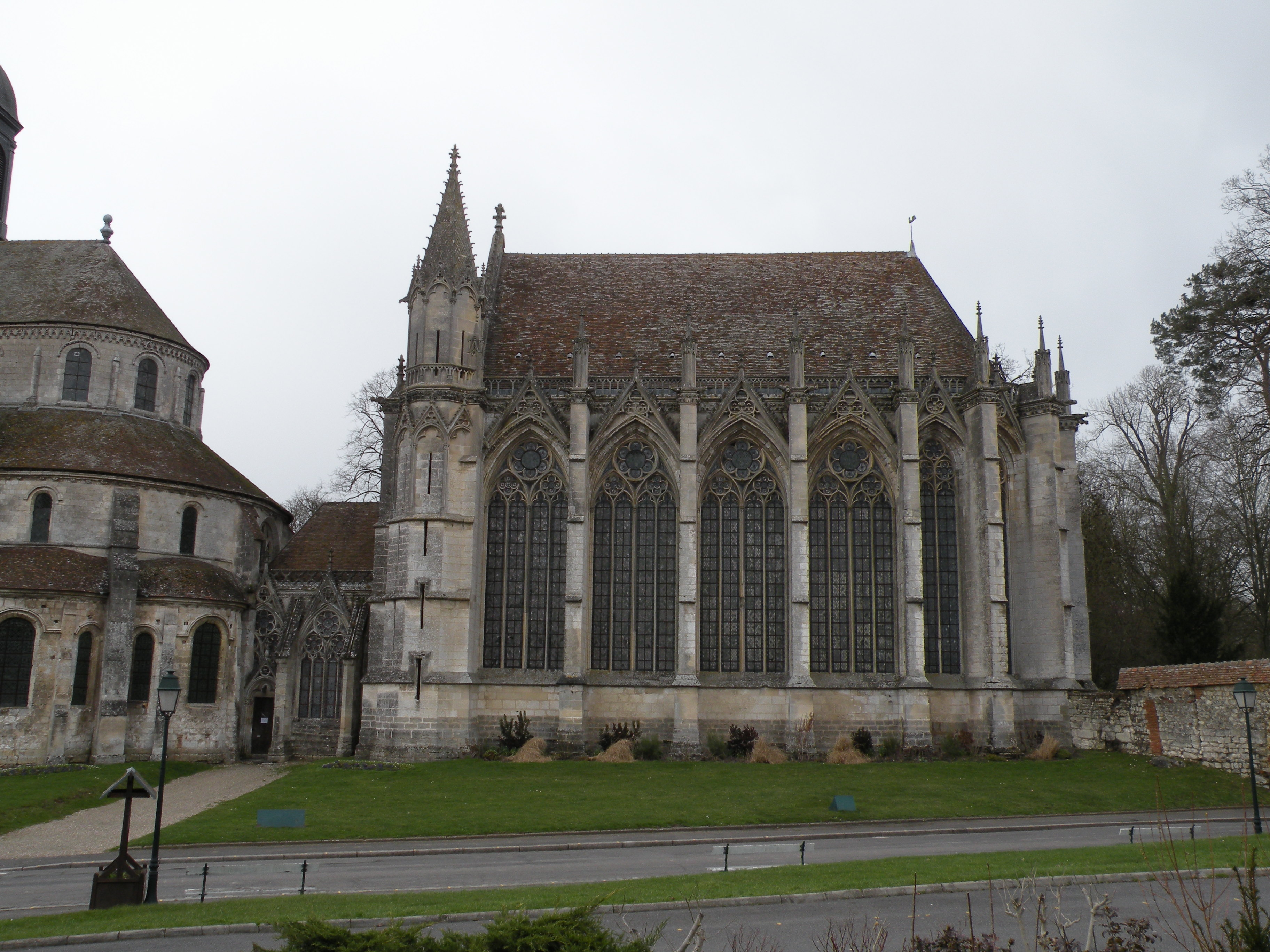
La Sainte-Chapelle.
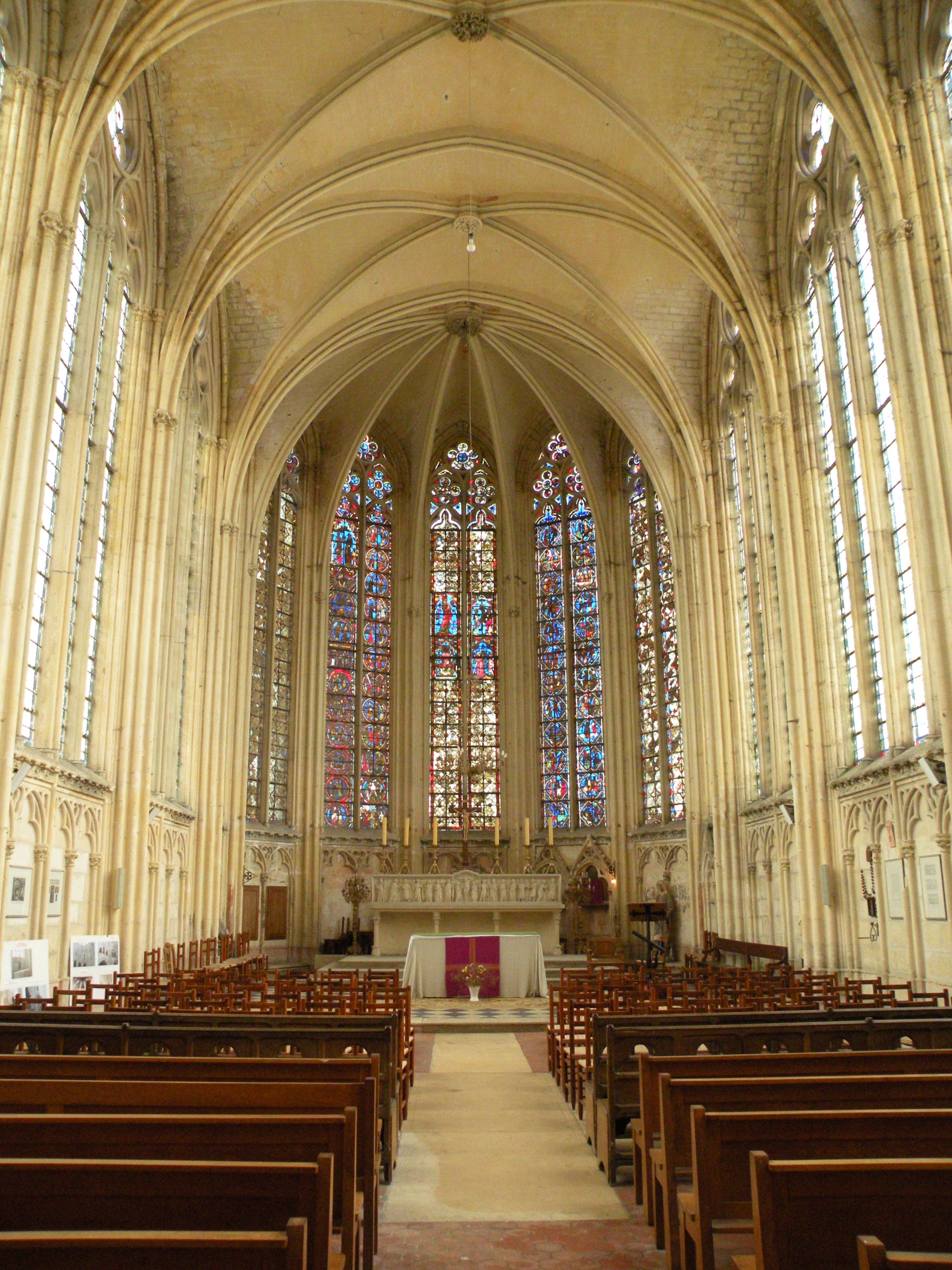
Intérieur de la Sainte-Chapelle.
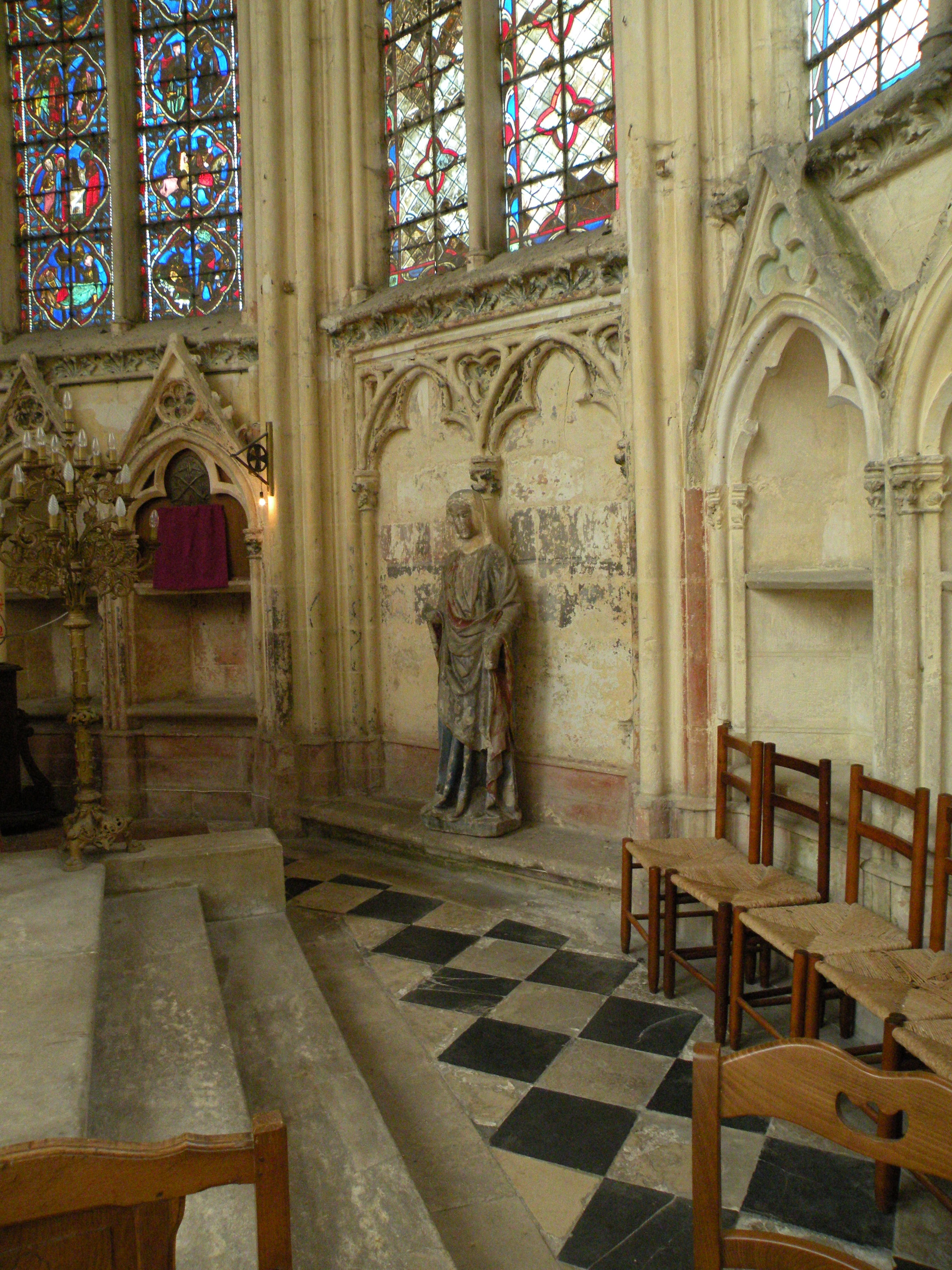

- Musée des arts et traditions populaires situé au pied de l'Abbaye Saint-Germer-de-Fly.
- Verrerie de MM. Mauger et Pinat[43].

### Personnalités liées à la commune
- Nicolas Le Roy, sieur du Mé, officier de marine de Louix XIII et Louix XIV, né à Saint-Germer-de-Fly.

### Héraldique
| Blason de Saint-Germer-de-Fly | Blason  | Parti au premier d'argent à la hache de sable, au second de gueules à la crosse contournée d'or ; le tout sommé d'un chef d'azur chargé de trois fleurs de lys d'or |
| Blason de Saint-Germer-de-Fly | Détails | Le statut officiel du blason reste à déterminer. |